# 아나스타시아 (1956년 영화)
아나스타시아(Anastasia)는 1956년 20세기 폭스에서 제작한 영화이다. 아나톨 리트뱌크가 감독을 맡았고, 잉그리드 버그먼과 율 브리너가 주연을 맡았다.
상영시간은 105분이다. 대한민국에서는 《프린세스 아나스타샤》, 《아나스타시아》, 《추상 (追想)》이라는 제목으로도 소개되었다.

## 개요
1917년 러시아 혁명이 일어나 볼셰비키 군대가 니콜라이 2세 일가를 처형한 뒤, 그의 막내딸인 아나스타시야 니콜라예브나(Anastasia Nikolaevna)도 함께 처형되었는지에 대한 의문은 아직도 풀리지 않고 있다. 그녀의 생존설이 끊임없이 나돌았고, 아나스타시야를 자칭하는 여성들도 있었다. 그중 애나 앤더슨이 가장 유명한데, 로마노프 왕조의 법적 재산 상속자로 인정받기 위한 그녀의 소송은 1970년대까지 이어졌으나 끝내 기각당하였다.
프랑스의 마르셀 모레트(Marcelle Maurette)는 이 세기의 미스터리를 소재로 동명의 희곡을 써서 1954년 무대에 올렸고, 아서 로렌츠(Arthur Laurents) 등이 이를 각색하여 영화로 만들어졌다.

## 한국판 성우진 (KBS)
- 장유진 - 안나 코레프(잉그리드 버그먼)
- 박상일 - 부닌 장군(율 브리너)
- 박민아 - 황태후 마리아 표도로브나(헬렌 헤이스)
- 황원 - 체르노프(아킴 타미로프)
- 김태연 - 하랄트베르크(이반 데스니)
- 정기항 - 체임벌린(펠릭스 애일머)
- 박은숙 - 백작부인(마르시타 헌트)
- 유지영 - 귀족(나탈리 샤퍼)
- 설영범 - 페트로빈(사스차 피토프)
- 이봉준 - 기자(존 G. 헬러)
- 최문자 - 막심(캐서린 캐스)
- 김익태 - 세관원(조지 프라우다)
- 김태웅 - 블라도스(카렐 스테파넥)

## 줄거리
1928년의 파리, 몰락한 러시아 황실의 장교였던 부닌(율 브리너)은 센강에 뛰어들어 자살하려는 한 여인을 구한다. 로마노프 왕조의 마지막 공주인 아나스타시야와 흡사한 외모의 그녀는 기억장애로 과거는 물론 자신의 이름조차 모른다. 부닌은 로마노프 왕조의 막대한 유산을 노리고 그녀를 훈련시켜 아나스타시야 니콜라예브나 로마노바 행세를 하게 한다. 러시아 귀족들에게 그녀를 소개하는 등 공주로 인정받기 위한 과정에서 두 사람은 차츰 서로에게 애정을 느끼게 되고, 그녀가 진짜 공주일지도 모른다는 점들이 드러난다. 그러나 자신의 정체성에 괴로워하던 여인은 공주 행세를 포기하려 하고, 부닌은 그녀를 설득하여 황태후를 만나게 한다. 이 자리에서 그녀가 무심결에 드러낸 습관들이 그녀가 공주임을 입증하는 결정적인 단서가 되지만, 결국 그녀는 왕녀의 지위를 버리고 부닌과 사랑의 도피 여행을 떠난다.

## 평가
로베르토 로셀리니 감독과 결혼으로 인한 스캔들로 7년 만에 미국 영화에 출연한 잉그리드 버그먼은 당시 41세의 나이에도 불구하고 여전히 청순하고 신비로운 이미지로 자신이 누구인지 몰라 혼돈과 불안 속에서 방황하는 내면 연기를 훌륭하게 표출함으로써 1956년 《뉴욕 영화 비평가상》을 비롯하여, 1957년 《골든 글로브》상과 두 번째 《아카데미 여우주연상》을 받았다.
율 브리너의 냉정하면서도 강인한 남성미와 앨프리드 뉴먼(Alfred Newman)이 담당한 웅장하고 아름다운 배경 음악이 영화의 분위기를 고조시키며, 화려한 귀족사회의 파티와 의상들도 또다른 볼거리이다. 이 영화가 개봉됨으로써 아나스타시야의 생존에 대한 미스터리를 증폭시키면서 전 세계 여성들의 신데렐라 꿈을 자극하기도 하였다.

## 같이 보기
- 애나 앤더슨